# Ammoflintinidae
Ammoflintinidae es una familia de foraminíferos bentónicos de la superfamilia Rzehakinoidea, del suborden Schlumbergerinina y del orden Schlumbergerinida. Su rango cronoestratigráfico abarca el Holoceno.

## Discusión
Clasificaciones previas hubiesen incluido Ammoflintinidae en el suborden Textulariina del orden Textulariida o en el orden Lituolida. También ha sido incluido en el suborden Rzehakinina y en el orden Rzehakinida, aunque estos taxones han sido considerados sinónimos posteriores de Schlumbergerinina y Schlumbergerinida respectivamente. Uno de sus géneros (Pseudoflintina) fue incluido previamente en la familia Haurinidae, de la superfamilia Milioloidea, del suborden Miliolina y del orden Miliolida.

## Clasificación
Ammoflintinidae incluye a las siguientes subfamilias y géneros:
- Subfamilia Ammoflintininae
  - Ammoflintina
- Subfamilia Pseudoflintininae
  - Pseudoflintina